# Пянтковський Сергій Григорович
Сергій Григорович Пянтковський — солдат Збройних Сил України, учасник російсько-української війни, що загинув у ході російського вторгнення в Україну в 2022 році.

## Життєпис
Сергій Пянтковський народився 16 серпня 1974 року в місті Луцьку на Волині. В 1991 році закінчив Луцьку загальноосвітню школу № 3. З початком російське вторгнення в Україну був мобілізований 4 березня 2022 року до лав Збройних сил України. Проходив військову службу в 14-й окремій Волинській механізованій бригаді імені князя Романа Великого. Загинув 13 квітня 2022 року в результаті ворожого обстрілу в районі села Партизанське Вітовського району на Миколаївщині. Попрощалися із загиблим у війні 47-річним Сергієм Пянтковським 21 квітня 2022 року в Луцьку. Відспівування відбулося у Свято-Троїцькому кафедральному соборі. Потім із загиблим прощалися на Театральному майдані. Поховали воїна на Алеї почесних поховань у селі Гаразджа Луцького району.

## Родина
У загиблого залишилась дружина, син та матір.

## Вшанування пам'яті
29 листопада 2023 року у місті Луцьк вулицю Волгоградську перейменували на вулицю Сергія Пянтковського.

## Нагороди
- Орден «За мужність» III ступеня (2022, посмертно) — за особисту мужність і самовіддані дії, виявлені у захисті державного суверенітету та територіальної цілісності України, вірність військовій присязі [5].